# Kristian Berg
Kristian Urban Berg, född 18 april 1959, död 8 februari 2020 i Väsby distrikt, Höganäs, var en svensk antikvarie och museiman.
Berg växte upp i Höganäs. Han studerade på bebyggelseantikvarisk linje vid Göteborgs universitet, idéhistoria vid Lunds universitet och konsthistoria vid Stockholms universitet. Han arbetade först huvudsakligen med bebyggelseantikvariska frågor på Jämtlands läns museum och på Boverket i Karlskrona. Från 1994 arbetade han på Kulturdepartementet.
1999–2005 var Berg överintendent och chef för Statens historiska museer i Stockholm. Där införde han ett stort inslag av politisk samtidskonst. 2004 inträffade skandalen kring konstverket "Snövit och sanningens vansinne", vilket ledde till att Berg med flera inblandade utsattes för hot. Sista året han tjänstgjorde på museet blev Berg kallad för "museivärldens mest utskällde man" av kulturjournalisten Mårten Arndtzén. Från 2007 till december 2009 var kulturchef vid Västra Götalandsregionen, och därefter utredare och kulturstrateg där till 2011.